# Wagner Lamounier
Wagner Moura Lamounier (Belo Horizonte, 30 de abril de 1969) é um economista e músico de heavy metal brasileiro.
É mais conhecido por ter sido vocalista e guitarrista da banda de metal extremo Sarcófago, e ex-vocalista da banda de thrash metal Sepultura.
Após o fim da carreira musical em 2000, Lamounier tornou-se doutor em Economia pela Universidade Federal de Viçosa e Bacharel em Ciências Econômicas pela Universidade Federal de Uberlândia.

## Biografia

### Carreira musical
Conhecido no meio artístico como Wagner "Antichrist" Lamounier, fez sucesso internacionalmente sendo um dos criadores do estilo Black Metal. Espalhadas pelo mundo, há bandas de black/dark metal em tributo ao Sarcófago, banda que capitaneou entre 1985 e 2000. Algumas de suas músicas de destaque são: "The Black Vomit", "Sex, Drinks and Metal" e "Nightmare". Suas letras, cantadas em inglês, eram pesadas e carregadas de palavrões, com frases como "Die Jesus, I hate you".

### Atividades atuais
Atualmente é Professor Coordenador da Universidade Federal de Minas Gerais (UFMG). Participa como professor e orientador do programa de Mestrado em Ciências Contábeis do CEPCON/UFMG, sendo o responsável pelas disciplinas: "Estatística Aplicada à Contabilidade e Controladoria" e "Finanças Corporativas". Participa também como professor e orientador no programa de Mestrado em Administração/Finanças do CEPEAD/UFMG sendo o responsável pelas disciplinas: "Matemática em Contabilidade e Finanças " e "Teoria de Finanças".
É o líder do Grupo de Pesquisas em Mercado de Capitais (GMC) da UFMG. Publicou diversos artigos em periódicos especializados e em canais de eventos científicos internacionais e nacionais. Possui 1 livro publicado pela Bolsa de Mercadorias e Futuros (BMF). Orienta sistematicamente alunos de mestrado, especialização e de iniciação científica nas áreas de Administração Financeira, Ciências Contábeis, Economia, e Ciências Atuariais. Recebeu 17 prêmios, destaques e/ou homenagens, dentre os quais se destaca o Prêmio da BMF, pela Melhor Tese de Doutorado em Derivativos de 2002. Coordena, orienta e participa de projetos de pesquisa. Atua como pesquisador e consultor na área de Finanças. É Membro do Conselho Consultivo do Laboratório de Finanças da UFMG e avaliador ad hoc de diversas científicas pontuadas pelo Sistema Qualis/CAPES.
Em seu currículo Lattes os termos mais frequentes na contextualização da produção científica, tecnológica e artístico-cultural são: Mercado de Capitais, Econometria, Séries Temporais, Finanças, Análise das Demonstrações Financeiras, Agronegócio.

## Discografia
- 1985 — Bestial Devastation / Século XX [Split] (créditos: "Antichrist", letra)

com Sarcófago
. 1986 - Warfare Noise (Sarcófago, Vocal)
- 1987 — INRI (vocal)
- 1989 — Rotting (vocal/guitarra)
- 1991 — The Laws of Scourge (vocal/guitarra)
- 1994 — Hate (vocal/guitarra)
- 1997 — The Worst (vocal/guitarra)
- 2000 — Crust [EP] (vocal/guitarra)